# Castro de San Cibrán de Lás
Le Castro de San Cibrao de Las, Lambrica, Lanobriga, Lansbrica, connu aussi sous le nom de  "A Cidade", est un peuplement de la dernière époque de la Culture des Castros qui fait l'objet de fouilles archéologiques, c'est l'un des  castros de plus grandes dimensions que ceux que l'on trouve sur le territoire de l'actuelle Galice. D'après les études archéologiques on peut définir une époque d'occupation continue du IIe siècle avant Jésus Christ jusqu'au IIe après Jésus Christ, avec des possibles occupations sporadiques plus tardives [réf. nécessaire].
En l'état actuel des connaissances c'est le deuxième castro de la Galice actuelle, il ferait environ 10 hectares (,), et celui de Santa Trega environ 20 hectares.

## Localisation
Situé à 18 kilomètres de la ville d'Ourense, il occupe des terres appartenant aux communes de Punxín et de San Amaro, plus précisément dans les paroisses respectivement de San Xoán de Ourantes et de San Cibrao de Las.
Il est placé sur une petite élévation à 473 mètres d'altitude, face au Monte de San Trocado de 550 mètres d'altitude, sur lequel on a trouvé aussi des restes d'un castro de la période initiale de la Culture des Castros. Le castro de San Trocado empêche une vue directe sur le fleuve Miño.

## Fouilles archéologiques

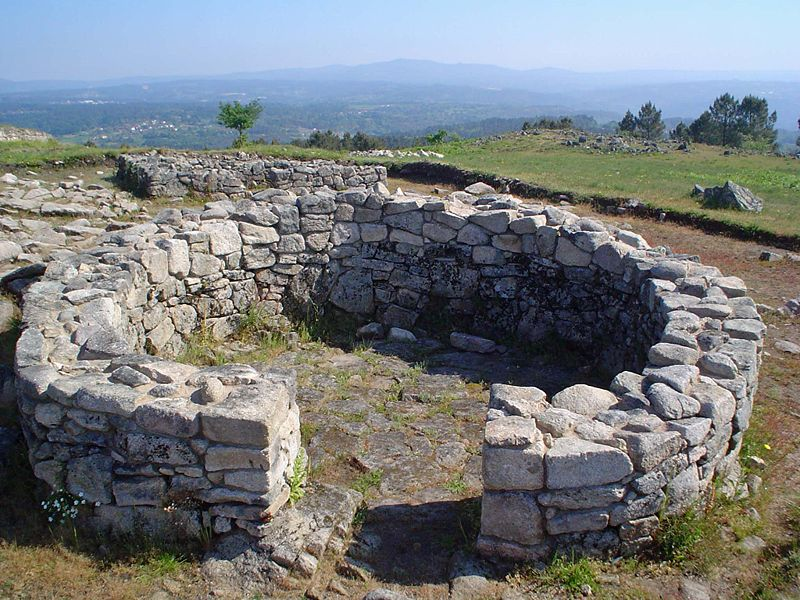
Maison circulaire

L'étude de ce castro a commencé par une première visite sur le site de Florentino López Cuevillas accompagné de Vicente Risco en 1921. À la suite des observations, de cette première visite, ils ont sollicité les autorisations nécessaires pour faire de fouilles officielles, autorisations obtenues l'année suivante.

### Premières fouilles (1922 - 1925)
En 1922 López Cuevillas a dirigé la réalisation des premières observations de l'enceinte la plus intérieure. On a ainsi découvert les fondations d'une construction de forme carrée. Cela a montré aussi que cette enceinte est délimitée par une muraille simple. Ces travaux ont continué jusqu'à l'année 1925 et se sont centrés sur la zone sud-est de la deuxième enceinte. Dans cette zone ont été mises au jour des constructions de divers types : formes elliptiques, circulaires, ovales, rectangulaires et carrées en plus de la fontaine.

### Deuxième et troisième campagnes de fouilles (1948 - 1950)
À partir de l'année 1948 Xaquín Lorenzo, avec la collaboration et les indications de López Cuevillas, a dirigé deux campagnes de fouilles au sommet du site, au cours desquelles ont été mises au jour des constructions circulaires et des constructions rectangulaires ainsi que les portes du levant et du ponant de la muraille extérieure.

### Abandon et reprise avec une étape de récupération et nettoyage du site

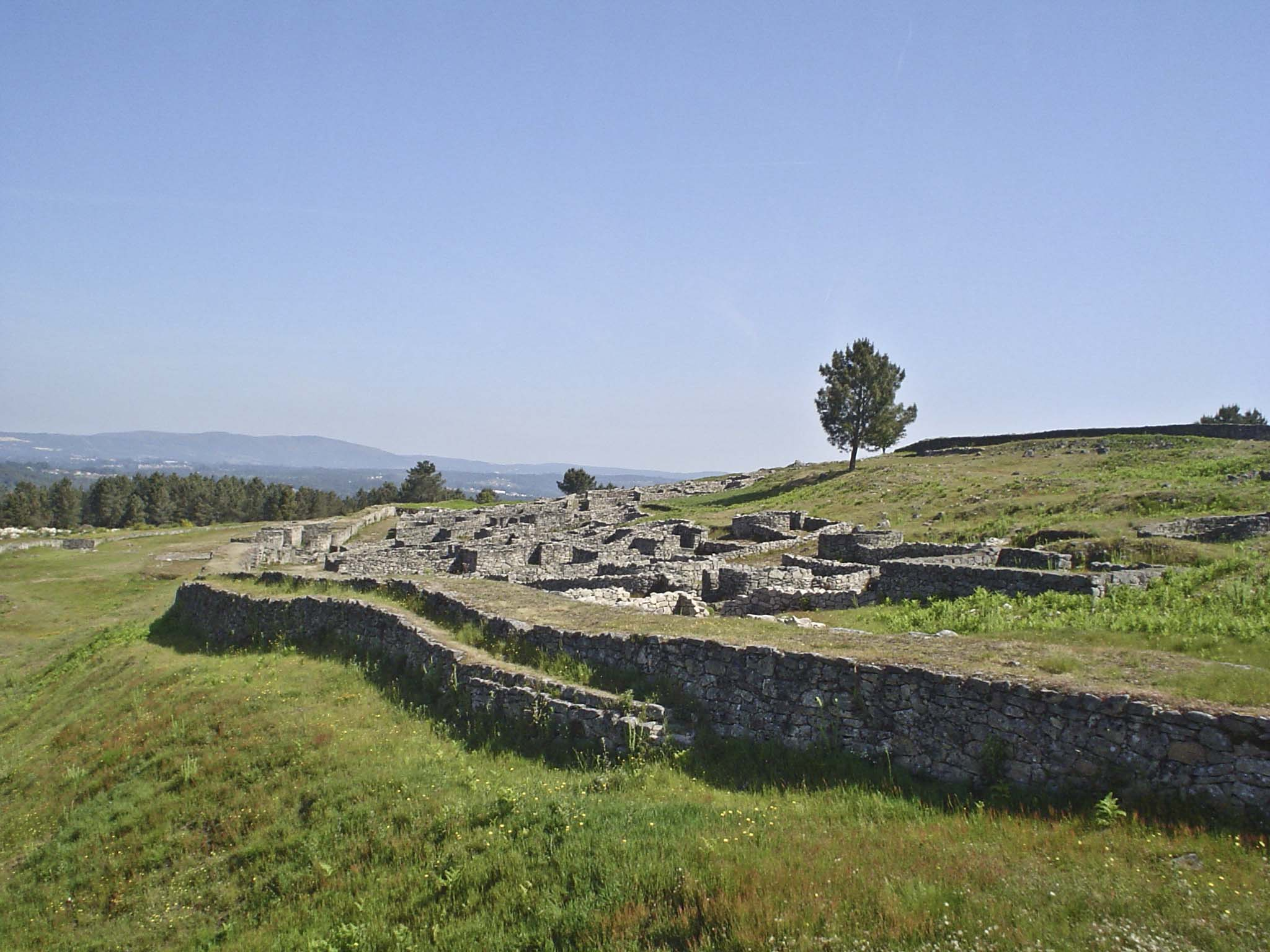
Vue du quartier ouest depuis la deuxième muraille extérieure du côté sud.

En 1953, les participants au 3e congrès national d'archéologie ont visité le site et reconnu son importance et sa "monumentalité". Cette reconnaissance n'a pas empêché que se succèdent des années d'abandon et de dépréciation du site. Quelques années après, Xesús Ferro Couselo a réussi à arrêter l'extraction massive de pierre qui était faite pour les rues de O Carballiño et des environs. En 1980, en construisant un terrain de football à proximité du castro, il a été mis au jour un gisement du paléolithique. À partir de ce moment-là, des travaux de maintenance et de nettoyage de l'ensemble du site ont été entrepris et a ainsi commencé une nouvelle étape de récupération.
Les "découvertes" de ces fouilles sont conservées au musée archéologique de la province de Ourense.

### De 1980 à nos jours
À partir de l'année 1980, se terminent les travaux de consolidation des structures mises au jour antérieurement, et débutent des nouvelles campagnes d'excavation de la zone est du sommet, où se trouvent essentiellement, semble-t-il, des structures d'habitat. On continue également de mettre au jour les constructions sur la zone ouest du sommet.
La fin des travaux du centre d'interprétation de la culture des castros (Centro de Interpretación da Cultura Castrexa de San Cibrao de Las) est prévu pour l'année 2009. Outre une importante exposition permanente, le centre sera doté également d'un espace pour accueillir des expositions temporaires.

### Articles publiés
- López Cuevillas, Florentino. "O castro A Cibdade en San Ciprián de Lás". NÓS, no 10, Ourense. 1922.
- López Cuevillas, Florentino. "A citanea do monte "A Cidade en San Ciprián de Lás". Bulletin de la Real Academia Galega, XIV, 1923-1924 pages 201-305. et XV 1925-1926.
- López Cuevillas, Florentino. "A citanea do monte "A Cidade en San Ciprián de Lás".Bulletin de la Real Academia Galega, XV, 1925-1926.
- López Cuevillas, Florentino. "A citanea do Monte. "A Cidade en San Ciprián de Lás". Bulletin de la Real Academia Galega, XVII, 1927-1928 pages 201-305
- Chamoso Lamas, M. "Excavaciones arqueológicas en San Cibrán de Lás (Ourense)" dans Cuadernos de Estudios Gallegos. IX. 1954. Santiago de Compostela pages 406-410.
- Chamoso Lamas, M. "Excavaciones arqueológicas en la citania de San Cibrán de Lás y en el poblado y explotación minera de oro de época romana de Barbantes (Ourense)". dans Noticiario Arqueológico Hispánico, III-IV (1953-1954)Madrid pages 114-130.
- Fariña Busto, F. "A especificidade dos procesos de consolidación e restauración dos monumentos arqueolóxicos. A intervención nos castros da Cidade de San Cibrán de Lás, Castromao e Cidade de San Millán (Ourense)" dans Cadernos de área Arte/Comunicación, 1. 1983. Sada. pages 51–53.
- Pérez Outeiriño, B. "Informe sobre las excavaciones arqueológicas de A Cidade de san Cibrán de Lás (San Amaro-Punxín, Ourense)". Noticiario arqueológico Hispánico 22. Madrid. 1985.
- Pérez Outeiriño, B. "Un singular resto arquitectónico en A Cidade de San Cibrán de Lás (San Amaro-Punxín, Ourense). .Portugalia. Nova sèrie. VI/VII. Porto. 1985.
- Pérez Outeiriño, B. " A Cidade de San Cibrán de Lás. Objetivos e resultados das últimas intervencións arqueolóxicas .Lucerna. Sèrie II. Porto. 1987
- López González, Luis F.; López Marcos, Miguel Ángel; Alvarez González, Yolanda "Definición y recuperación de estructuras en el Castro de San Cibrán de Lás". Cuadernos de estudios gallegos, no 117, (2004). ISSN 0210-847X, T. 51, pages 79–113
- M.A. López, P. López Baraja, L.F. López, Y. Alvarez. "Dos inscripciones inéditas del Castro de San Cibrán de Las (San Amaro-Punxín, Ourense)". Paleohispánica: Revista sobre lenguas y culturas de la Hispania antigua, no 4, (2004). ISSN 1578-5386, pages 235-244.